# 유인석 (1842년)
유인석(柳麟錫, 1842년 1월 25일 ~ 1915년 1월 29일)은 조선 후기와 대한제국의 성리학자, 철학자이며 의병장이다. 본관은 고흥(高興). 자는 여성(汝聖), 호는 의암(毅庵)이다. 강원도 춘천 출신. 화서 이항로(華西 李恒老), 중암 김평묵(重菴 金平默), 성재 류중교(省齋 柳重敎)의 문인이다. 1864년 의병활동에 투신하고, 1895년부터는 전국적인 의병활동을 전개해 나갔으며 1897년 이후로는 해외를 오가며 국내 진공작전을 추진했다. 당색으로는 노론 당원이었다.

## 개요
이항로의 문하에서 성리학을 사사하다가 그가 죽자, 이항로의 고제(高弟)인 류중교, 김평묵에게 수학하고 화서학파의 종주로 인정되었다. 1864년(고종 2) 흥선대원군의 서원 철폐를 큰 위기이자 변고로 규정하고, 위정 척사 운동에 투신하였다. 1876년 병자수호조약(丙子修好條約)이 체결되자, 문하생 및 유생들과 함께 연명 반대 상소를 올렸다. 이후 학문 연구와 후학 양성을 하다가 1894년의 갑오경장과 1895년 을미사변, 을미개혁 단행을 계기로 강원도 춘천에서 안승우, 이필희, 서상렬, 이춘영 등 문인 사우들과 함께 복수보형(復讐保形, 명성황후의 원수 보복 및 원래 의리를 지킨다)의 기치를 들고 1895년 12월 24일 전국적인 의병활동을 추진했다.
단발령 이후 의병활동을 전개, 충주, 제천 등지에서 관군을 격파하고 부패관료들을 사살하였으나, 선유사 장기렴(張基簾)의 관군에 크게 패하고 단양으로 물러났다. 이후 만주와 랴오둥을 오가며 의병활동을 추진하고, 전국에 의병활동 참여와 독려, 그는 의병 참여 외에도 의병에 참여할 수 없다면 글과 말로라도 일본을 규탄할 것을 전국에 호소하였다.
고종의 명으로 일시 귀국했다가 1898년 다시 만주로 망명하였다. 1900년 7월 의화단의 난을 피하여 일시 귀국, 서북 지역 각지를 돌며 청년들을 모아 존화양이론에 입각한 항일 의식과 국권회복론을 역설하며 이진룡, 백삼규 등의 의병장을 배출하였다. 1908년(융희 2년) 연해주로 다시 망명, 이상설, 최재형 등과 연락하며 국내 진공작전을 추진하였으나 실패하고, 블라디보스토크에서 십삼도의군통도총재(十三道義軍都總裁)에 추대되어 두만강으로 쳐들어오려다가 러시아 군사에게 체포되었다. 1910년 10월 2일 한일 병합 조약 이후로도 계속 국권 수복운동을 추진하다 만주 봉천에서 병사하였다. 또한 그는 서양식 평등과 자유를 반대하였는데, 서양식 평등과 자유를 무질서로 규정하고, 혼란과 갈등을 야기할 것이라 역설했다.

## 출생과 초기 생애
1842년(헌종 8년) 1월 25일에 강원도 춘성군 남면 가정리(柯亭里)에서 류중곤(柳重坤)과 고령 신씨(高靈 申氏)의 3남 2녀중 차남으로 태어났다. 일설에는 그의 생일이 1월 27일생이라는 설도 있다.
14살 되던 해 친척 아저씨인 유중선(柳重善)의 양자로 입양되었다. 이후 그는 배경이 비교적 건실한 양가(養家)의 문벌을 배경으로 청소년기를 보냈다. 양가의 증조부였던 유영오(柳榮五)가 잠강(潛江)에 은거하고 있던 조선 고종 때의 노론계 성리학 거유(巨儒)인 화서 이항로(華西 李恒老)와 일찍부터 친분관계가 있어서, 그는 유중선의 양자로 입양되던 그해에 이항로 문하에 들어가 성리학을 수학하게 되었다. 당색으로는 노론의 당원이 되었다.
당대의 대유학자로 명성이 있던 이항로는 우암 송시열(尤庵 宋時烈) 학파의 학통으로, 송시열-권상하와 권상하의 문인인 한원진과 이간의 학통을 모두 계승한 노론의 정통, 사상적 종주로 인정되었다. 또한 이항로를 중심으로 한 화서학파가 형성되었다. 여기서 그는 면암 최익현을 만나 교류하게 되었다. 이들은 그의 평생 친구이자 사상적 동지가 되었다.

### 유생 시절
1865년(고종 2년) 흥선대원군에 의해 화양동 만동묘가 철폐되자 그는 이를 큰 변고로 규정하였다. 1866년 병인양요 직후, 흥선대원군이 각계 각층의 대표자들을 소환할 때 노론계 유림의 대표자로 그의 스승 이항로 지정, 소환하자 한성으로 가는 스승 이항로를 따라 동문 문인들 몇인과 함께 상경, 1개월가량 한성부에 머무르면서 시국상과 민심을 접하였다. 그는 병인양요 역시 국난으로 규정했다. 1876년(고종 13년)에 일본의 압력아로 외국에 문호를 개방하는 강화도 조약(병자수호조약(丙子修好條約))이 체결되었다. 바로 그는 홍재구 등 경기도, 강원도 유생 46인과 함께 공동연명으로 복합유생척양소(伏閤儒生斥洋疏, 약칭 척양소(斥洋疏)를 올렸으나, 조정에서 묵살당했다. 그는 문하의 유생을 이끌고 상소하여 반대 운동을 전개하였다.
조선시대 후기 화서학파의 대유학자인 화서 이항로(華西 李恒老)의 수재자이자 그의 학통을 계승한 학자로 문하에 많은 제자를 배출했다. 화서 이항로가 죽자 다시 그의 문하생인 중암 김평묵, 또한 입양된 양가의 7촌 재당숙이기도 한 성재 류중교(省齋 柳重敎, 1821-1893)의 문하에서 학문을 수학하며 춘추대의(春秋大義)에 입각한 존왕양이 사상을 철저히 익혔다.

### 후학 양성 및 기반 형성
7촌 재당숙인 성재 류중교가 1888년(고종 25년) 성리학을 강학(講學)을 하며 제자를 양성하던 중 1893년(고종 30년)에 작고하자, 그는 향리(고향)인 춘성군 가정리(柯亭里)을 떠나 문인 및 추종자들과 함께 제천 장담(長潭: 충북 제원군 봉양면 공전리)으로 류중교의 유업을 잇기위해 이거하였다. 이후 후학 양성과 의병 활동에 전념하였다. 1891년 김평묵과 1893년 유중교의 사망으로 그는 이항로와 김평묵, 유중교를 모두 계승, 화서학파의 정통 도맥(道脈)으로 인정받고 학파를 대표할 수 있는 인물로 부상하게 되었다.
양가의 재당숙인 유중교가 1888년 춘천으로부터 제천 장담으로 이사와 제자와 문인들을 양성하던 중 1893년 사망하자, 그는 재종숙이자 스승인 유중교가 닦아 놓은 기반을 흡수하기 위해 온 것이었다. 그의 방문 이후로도 유학들이 찾아왔고, 그는 이곳 제천 장담을 근거지로 의병항쟁을 전개하게 된다.

## 의병 활동

### 의병 활동 선언
당시 화서 이항로의 문하에는 금천 임규직(錦川 任圭直), 단구 이인구(丹邱 李寅龜), 괴원 이준(槐園 李埈; 이항로의 장자), 중암 김평묵(重菴 金平默), 성재 류중교(省齋 柳重敎) 등 걸출한 인물들이 운집해 있었다. 유인석은 화서 이항로에게 배우다가 그가 죽자 김평묵, 유인석을 스승으로 하여 학문 연구를 계속하였다. 후일 유인석의 문하에는 운강 이강년 등이 찾아와 수학하였다. 의암은 이때에 바로 제천을 거점으로 항일의병항전을 전개하였다.
1894년(고종 31년)에 김홍집 내각이 구성되고 갑오경장(甲午更張)이 단행되자, 그는 의병을 일으켜 충주ᆞ음성ᆞ제천ᆞ단양 등지에서 활발한 항일 의병활동을 전개하였다. 1895년(고종 32년) 11월 17일자로 김홍집 내각에서는 음력에서 양력으로 달력 역법(曆法)을 바꾸는 것을 선언하고, 동시에 성인 남자의 머리 상투를 자르라는 단발령을 내렸다.
의병항전은 을미변복령(단발령)이 내려진 직후 이 '변고(變故)'에 대처하기 위한 방안을 논의하기 위해 고종 32년(1895) 윤 5월 2일과 3일 양일간에 원근의 문인사우(門人士友) 수백명을 모아놓고 장담에서 대규모의 강습례(講習禮)와 향음례(鄕飮禮)를 거행한 것에서부터 유래한다. 규모의 차이는 있으나, 이 행사는 이후 11월 거의(擧義) 직전까지 대개 10일의 간격을 두고 정기적으로 열렸다. 이는 곧 의병항전의 준비단계였으며 후일의 거의(擧義)에서도 여기에 참석한 인물들이 핵심적 역할을 담당하였다. 이때 열린 향음례, 강습례에서 유인석은 당시와 같은 '만고소무지대변(萬古所無之大變)'에 정당하게 처신할 수 있는 다음의 세 가지 행동방안, 곧 처변삼사(處變三事)를 제시하였다.
1. 거의소청(擧義掃淸) : 의병을 일으켜 왜적을 소탕하는 안(案)
2. 거지수구(去之守舊) : 국외로 망명해서 대의(大義)를 지키자는 안(案)
3. 자정치명(自靖致命) : 의리(義理)를 간직한 채 치명(致命)하는 안(案)

이때 의민공이 적극적인 행동방안인 거의나 자정을 택하지 않고 거수(去守)를 결심한 이유는 당시 그가 양모(養母)인 덕수 이씨(德水 李氏)의 상중에 있어 처신에 일정한 제약이 가해졌기 때문으로 생각된다. (→호좌의병진(湖左義兵陳))

### 호좌의병 창의
1896년 1월 12일 그의 문하생 양평군의 괴은 이춘영(槐隱 李春永)과 안승우 등은 김백선의 포군에 참여, 경기도 지평현 김백선의 포군을 주축으로 지평현에서 거병을 선언, 호좌창의라 하고 충청북도 제천으로 진격하여 관아를 함락시키고 군수 김익진을 축출하였다. 이들은 곧이어 제천에서 서상렬, 이필희, 이범직, 신지수 등이 이끄는 소규모 의병이 참여하였으며, 충무공 이순신의 후손인 이필희를 의병대장으로 삼고, 서상렬을 군사(참모)로 임명하여 전열을 가다듬었다.
그해 1월 22일 단양으로 간 호좌의병진은 공주병참 소속의 조선군 관군과 일본군 연합부대와 교전,그러나  관군-일본군 연합군이 지원군을 증원받아 오자, 서상렬부대와 이춘영부대는 죽령을 넘어 풍기로 들어갔고, 안승우는 영동으로 퇴각하였다. 이 소식을 듣고 유인석은 해산위기에 처한 호좌의병진에 비밀리에 전령을 보내 이들을 모두 강원도 영월에 모이게 했다. 영월에 모인 이춘영, 이필희, 서상렬, 안승우 등은 회의 끝에 유인석에게 의병장이 되어 줄 것을 간청하였다. 그는 몇번의 고심 끝에 호좌의병대장직을 수락한다.

### 호좌의병장 취임과 개항 반대 활동
의병대장직에 취임한 그는 강원도 춘천부에서 안승우, 이필희, 서상렬 등 문인 사우들과 함께 복수보형(復讐保形, 명성황후의 원수 보복 및 원래의 의리를 지킨다)의 기치로, 1895년 12월 24일 전국적인 의병활동을 선언하고 격문 '격고팔도열읍(檄告八道列邑)'을 선언하였다. 이어 문경군 가은의 운강 이강년 등도 합류하였다. 호좌 의병진은 초기에 안승우, 이필희, 이춘영 등이 모집한 지평 의병 400여명을 주축으로 하고 화서 이항로의 학맥을 연원을 중심으로 한, 각 지역단위의 소규모 의병진들이 연결되어 있었다. 그의 호좌의병진 참여로 각지의 독자적 의병 및 화서 학파 인맥이 의병에 참여하게 되었다.
의병장으로 취임한 의민공은 즉시 항일의병전투를 전개하였고, 격문발표 직후 제천으로 회군해 곧바로 충주성 공략을 준비하였다. 단발령 이후 친일개화파 관리로 이름높던 단양군수 권숙(權潚)과 청풍군수 서상기(徐相耆) 등 관료들을 소위 토왜(土倭)들로 규정, 이들을 체포하여 참수하고, 친일개화정책을 펼치던 관리들에게 경종을 울렸다. 유인석의 군진은 3000여 명의 병력으로, 제천, 충주, 원주, 단양 일대에서 관군을 격파하고 일대의 세력을 형성하였다. 당시 충주의 관찰부에 조선관군 400명, 일본군이 수백 명, 지방군이 400명이나 집결해 있다는 소식을 접하고, 충주성 공략을 추진 1896년 2월 16일 의외로 쉽게 충주성을 장악하였다.

### 충주 관찰부 공략 실패와 제천성 함락
다음으로 관찰사가 있는 충주 관찰부를 공격하려 했는데, 충주는 관군이 400명, 일본군이 수백명, 지방군이 400명이나 집결해 있는 군사적 요충지였기 때문에 매우 의미가 큰 지역이었다. 고종 33년(1896) 음력 2월 16일에 호좌의병진(湖左義兵陳)은 충주 관찰부를 공격하였는데 의외로 쉽게 점령되었다. 이는 승정원승지(承旨) 우기정(禹冀正)이 3천명을 지원하고, 이호승(李鎬承)이 5백명을 이끌고 의병진을 원조하여 군사수로는 관군ᆞ일본군측에 비해 우세하기도 하였기 때문이다. 하지만 실제로는 총을 가진 의병은 4백 여명에 불과해, 신식병기로 무장한 관군ᆞ일본군에 비해 의병진이 전력면에서는 절대 열세였기 때문에 의병진 모두 죽음을 각오한 기습공격을 감행하여 충주성을 점령하였다.
이때에 친일파 관찰사 김규식(金奎軾)을 체포하고 충주성에 입성한 그는 관찰사 김규식을 삭죄ᆞ처형하는 한편,〈격고내외백관 (檄告內外百官)〉을 발표하여 친일 개화정책에 동조하는 관리들의 반성을 촉구하였다. 바로 그는 의병 병력을 추가모집하기 위해 서상렬, 원용정, 홍선표 등을 경상도로, 이범직을 충청도로 파견하여 각지의 민병을 모으게 하였다. 서상렬은 안동, 예천, 봉화, 순흥, 풍기, 영천 등지에 산재해 있던 의병진을 규합, 상주군에 주둔중이던 일본군 병참기지를 공격 하였고, 이범직은 충청도 순회 직전 삭발을 심하게 강요하여 백성의 원성을 크게 산 천안군수 김병숙을 찾아가 사살하였다.
충주성을 빼앗기고 도주한 관군ᆞ일본군은 성곽외부를 포위하고 공성작전을 펼쳤고, 보급로를 파악하여 의병진의 보급로를 차단하였다. 보급로를 차단당하고 전력이 소모된 호좌의병진은 물자조달에 어려움이 커 더 이상 충주성을 지탱하지 못하고 20 여일뒤인 음력 3월 4일에 제천으로 철군하였다고 한다.  이후 선유사 장기렴(張基簾)이 이끄는 관군에 패하여 병력을 잃고에 져서 단양(丹陽)으로 퇴각하였다.
그가 이끄는 호좌 의병진이 제천에 집결해 있다는 소식이 전해지자, 각처에서 활동하고 있던 의병들이 제천으로 모여들었다. 문경의 이강년, 영춘의 권호선, 원주의 한동직, 횡성의 이명로 등의 의병장들이 각자 소규모 의병부대를 거느리고 그가 이끄는 호좌의병진에 합류하였다. 그는 이강년을 유격장에 임명하였다. 그는 호좌의진을 이끌고 제천성을 거점으로 하여 약 3개월 동안 수안보, 가흥, 단양, 음성 등을 공략, 일본군 및 관군과 교전하여 승리하였다.
내각은 단발령을 철회하는 한편, 각 지방으로 선유위원(宣諭委員)을 파견해 의병을 해산시켰다. 내각의 관군은 남한산성에 있던 의병진을 격파한 뒤, 그 여세를 몰아 그의 호좌 의병진에 압박을 가해 왔다. 단발령이 철회되었으며, 김홍집 등을 을미사변의 책임자로 몰았으며, 친일파들이 축출된 지금에는 거의 명분이 없어졌으니 의병을 해산시킬 것을 권고했다. 그러나 그는 조정에서 망국적인 개화정책을 중단하겠다고 하지 않는한 의병항전을 계속할 것이라 답했고, 교전이 계속되었다. 5월 26일까지 관군은 호좌의병진에 대해 대규모 공세를 가했다. 선유사 장기렴이 지휘하는 관군의 공격에 거듭 패배하다가 5월 26일 제천성을 상실, 세력이 급격히 약화되자 그는 일부 병력을 귀가시키고, 끝까지 뜻을 함께하기로 한 일부 병력을 이끌고 청나라 군과 연대를 결정한다.

### 망명과 소환, 재망명
그는 화승총 등으로 무장한 의병으로는 신식 소총과 수류탄 등으로 무장한 일본군이나 조선 관군과 대적이 불가능하다 여기고 새로운 전략을 구상하였다. 제천에서 대규모 병력을 잃고 그는 단양군으로 군사를 이끌고 퇴각, 전열을 가다듬었다. 곧 청나라의 군사적 원조를 기대하고 서북행을 결심, 다시 병력을 추슬러 평안북도로 인솔, 이동했다. 충북 단양을 떠난 호좌의병진은 풍기, 영춘, 충주, 음성, 괴산, 원주 등지를 전전하며 간간히 관군 및 일본군과 소규모 전투를 벌였고, 6월 10일에는 원주 강천(康川)에서 서북행을 최종 결정한다. 월, 정선, 평창, 강릉, 대화를 거쳐 양구, 회양, 평강, 소금강, 안변, 영흥으로 이동하였으며 행군 도중 소토장이었던 서상렬이 전사하였다.
의병진을 이끌고 평안남도로 가 양덕군, 맹산군, 덕천군 일대에 주둔하였다. 그러나 지역의 관찰사, 군수가 의병진을 압박하였고, 군사를 더 이상 주둔시킬 수가 없어 당초의 계획대로 재기항쟁을 도모하는 것이 불가능하게 되었다. 청나라의 군사적 원조를 기대하고, 안된다면 일본이 모르는 미지의 장소에서 병력 결집을 추진했다. 그는 의병을 인솔하여 북상을 계속하여 영변, 운산을 거쳐 8월 23일 압록강변 초산에 도착하였다. 관료와 지식인들의 각성을 촉구하는 재격백관문(再檄百官文)을 선언하고, 이후 다시 압록강을 건너 서간도 회인현(懷仁縣)으로 갔다가 그곳에서는 회인현(懷仁縣) 태수 서본우에게 무장 해제를 당하게 되어, 같은 해 9월 28일 혼강에서 의병을 해산시키게 되었다.
회인현 태수 서본우는 의병들이 무기를 소지하고 입국하는 것은 불법이라며, 무기를 버릴 것을 요구했다. 청나라의 지원을 요청하러 베이징에 이범직 등을 다시 선발대로 보냈다가 청나라 군사에게 무기를 빼앗기고 부하 20명과 함께 살해당하자, 9월 28일 훈강(혼강, 琿江) 변에서 그때까지 그를 따라온 219명의 의병을 우선 해산, 고향으로 되돌아가게 하였다. 귀가를 허용했으나 일부 병력은 끝까지 그를 따라 이후 랴오둥으로 옮겨갔다. 유인석은 조선인 출신이 많이 거주하던 퉁화 현으로 건너가 오도구에 정착, 무기와 사람을 규합, 재기를 계획하였다. 이때 화서학파 계열 중 그의 문인, 사우 중 상당수 적당한 의병 양성 및 군사훈련지역인 일명 수의처(守義處)를 물색, 대거 서간도로 망명하였다. 서간도로 망명한 이들을 만난 유인석은 "원한을 품고 고통을 참으며 때가 오기를 기다릴 뿐이다(忍痛含寃 迫不得已)"라 하며 의병의 재거병을 계획했다.
1898년(광무 2년) 3월 고종이 소환, 고종의 소환령을 받고 바로 귀국했다가 1899년 다시 랴오둥으로 건너가 성리학 학문 강의와 저술, 연구 활동에 전념하였다. 1900년 초 그가 중국에서 활동하고 있을 때 일본군은 비밀리에 병력을 보내 그가 체류하던 집에 방화, 암살을 시도한다. 증손의 증언에 의하면 "일본군이 의암의 초가집에 불을 질러 불을 피해 뛰쳐나오는 남자들을 총으로 쏴 몰살하는 만행을 저질렀다"면서 "당시 상투를 풀고 있었던 할아버지(유해동)는 머리가 길어 일본군이 여자로 착각하고 살려줬다" 한다. 이때 그는 기적적으로 생존하였다.
1900년 7월 의화단의 난을 피하여 다시 귀국하였다. 이후 황해도 평산과 평안도 태천, 개천, 용천 등 서북 지역 각지를 오가며 청년 장정들에게 글과 성리학 학문을 가르치고, 문인을 양성하였다. 그는 존화양이론에 입각한 항일 의식과 자주 국권 회복을 역설하였고, 이때 그의 문하에서 배출된 백삼규, 이진룡 등은 의병장으로 활동했다. 이때 그는 황해도 평산군의 산두재(山斗齋), 개천군의 숭화재(崇華齋), 은율군의 흥도서사(興道書社), 평안남도 용천군의 옥산재(玉山齋) 등지에서 강의를 하며 글과 학문을 가르치는 한편 그는 이 곳들을 거점으로 철산, 안주, 선천, 평양, 용강, 황해도 해주 등지를 여러번 부단히 왕래하면서 제자들을 기르고, 또 큰 읍내에 직접 가서 향음례와 강습례를 수시로 열고 방법을 알려주어, 춘추대의와 존왕양이 의식을 고취시켰다.
1902년(광무 6년) 국내에 있던 그의 문하생들이 그의 글을 모아 《소의신편(昭義新編)》을 간행하였다.

## 생애 후반

### 망명과 의병 활동
1904년 8월 칠실분담을 저술하였다. 같은 달 배성일전을 선언하고, 깊고 넓은 외국으러 떠나 거국수의를 함이 마땅하다고 선언하였다. 또한 그는 일진회에 저항하거나 계몽할 목적으로 황해도, 평안도, 충청도 등지를 돌아다니며 읍내에 청년들을 모아 향약을 조직하고, 자기 마을로 돌아가 향약을 시행할 것을 적극 장려하였다.
1905년(광무 9년) 11월 을사 보호 조약이 체결되자, 의병활동 참여를 전국에 호소하는 한편, 전국의 식자들에게 말과 글로라도 저항할 것을 호소하였다. 그는 비록 의병에 참여할 수 없더라도 각자 위치에서 의토, 언토라도 하며 일본을 규탄하자 하였다.
그 뒤 만주로 망명했으며, 대한 광무 11년(1907)에 헤이그 특사 사건·고종 강제퇴위 사건·대한제국 군대해산 조작사건 후, 전국의 의병·해산 군인들이 원주등에 모여 13도 창의군(倡義軍)을 조직하여 항일의병운동을 전개해 나갈 때, 의민공은 평안(남)도 순천군에서 김여석과 함께 의병을 일으켰다.
정미 7조약이 체결되자 그는 국내 활동을 더 이상 지속할 수 없다고 판단하고 연해주 망명을 결심, 1908년(융희 2년) 7월 부산항에서 배를 타고 러시아령 연해주 블라디보스토크로 건너갔다.
병든 한 몸 작은데 휘달리는 배는 만리도 가벼워라

나라의 수명은 지금 어떠한지 천심(天心)이 이 길을 재촉하네

풍운은 수시로 변하고 해와 달만이 홀로 밝게 떴어라

주위의 한가로운 소리 나의 심정만 아득해지네

이후 그는 최재형(崔在亨), 이상설(李相卨), 안중근(安重根), 이범윤(李範允) 등과 수시로 교류하거나, 연락을 주고 받으며 의병진 구축을 계획하였으나 활동지역의 거리가 있었고, 자금난, 인력난 등으로 어려움을 겪었다. 그는 이상설, 이범윤 등과 함께 꾸준히 교류하며 만주 내에 분산된 항일 조선인 세력을 하나로 통합하고자 꾸준히 노력하고, 신규 의병 참여 모집 역시 독려하였다. 1910년(융희 4년) 6월 연해주에서 국내외 의병을 단일 지휘계통으로 통합할 목적으로 하는 13도의군(十三道義軍)을 조직하였다.

### 13도의군 조직과 망명 의병활동
1909년(융희 3년) 6월 연해주 의병 세력의 통합체인 러시아령 블라디보스토크에서 대한13도의군이 결성되고, 그는 이상설, 이범윤, 이남기 등에 의해 대한13도의군 도총재(大韓十三道義軍都總裁)에 추대되었다. 바로 그는 포고문 '통고13도대소동포(通告十三道大小同胞)'을 반포, 만백성이 일치 단결하여 최후의 한사람까지 일본을 상대로 한 구국전을 벌일 것을 선언하였다. 이어 거병을 선언, 병력을 이끌고 두만강으로 쳐들어오려다가 실패, 조선-러시아 국경지대에서 러시아 관헌에게 체포되었다가 풀려났다.
1910년(융희 4년) 10월 2일 한일 합방 조약 체결 소식이 전해지자 블라디보스토크 지역과 인근 연해주 지역에 거주한 일부 한인 지식인들은 신한촌(新韓村)의 한민학교에 모여 한인대회를 개최하고 성명회를 조직하였다. 성명회라는 단체이름의 뜻은 '적의 죄를 성토하고 우리의 억울함을 밝힌다(聲彼之罪 明我之寃)'는 뜻이며, 성명회에서는 블라디보스토크에 체류중이던 유인석을 초빙하여 성명회의 총대(대표)로 추대되하였다. 당일로 성명회 취지문을 발표하여, 조국 광복의 그날까지 일제와 투쟁할 것을 결의하였다. 그리하여 10월 성명회 대표로 취임한 즉시 한일 합병반대 서명운동을 전개하여 조선인 동포와 양심적 중국, 러시아 지식인들의 서명을 부탁하고, 이를 국제사회에 알릴 계획을 세웠다. 이어 중국, 러시아 인근에 산재한 주요 독립운동가와 일부 외국 지식인들의 호응으로 8,624명의 서명을 받았다. 그는 서명록은, 열강에게 한민족의 독립 결의를 천명하고 그 지지와 후원을 요청하는 [성명회 선언서]의 부본으로 8624명의 연명 서명을 첨부되어 미국, 러시아, 중화민국 등 각국 정부 및 입수한 신문사로 발송되었다.
대한제국의 국권피탈 이후에도 그는 조선 땅으로 진군하는 독립운동을 계속하였고 이상설 등과 두만강 연안으로 진격하려 했으나 좌절되었다. 일본 외무성은 러시아에 강력하게 항의하는 한편 러시아에 사절을 보내 외교적 교섭을 추진, 연해주 일대의 조선인 항일 운동 해산 및 추방을 여러차례 요구하였다. 일본의 거듭 요청으로 이상설, 이범윤, 이규풍, 김좌두 등의 항일 운동가들과 유인석의 문하생들은 일시 체포 투옥하고 러시아의 13도의군의 해산통고를 받고 와해되고 말았다.
유인석은 후일을 도모하고 이들의 석방을 조건으로 13도의군을 해산했으며 수화종신(守華終身)할 것을 주장하고, 이에 따라 그 자신도 연해주를 떠나 만주로 갔다. 1913년 2월 그는 서간도로 가는 길에 블라디보스토크의 목화촌(木花村, 현지어로 프시에트)에 잠시 체류하며 중화론적 화이관에 입각해 동서양의 문물제도 등을 문답체의 형식으로 논술한 《우주문답(宇宙問答)》을 저술, 간행하였다. 1914년 3월 봉천성(奉天省) 서풍현(西豊縣)으로 옮겨서 생활하고 서간도 망명 생활에 들어갔다. 그해 5월 흥경현(興京縣) 난천자(暖泉子)로 옮겼다가 다시 봉천성 관전현(寬甸縣) 방취구(芳翠溝) 부락에 도착하였다.
저서로는 문집 《의암집 (毅菴集)》과 《소의신편 (昭義新編)》, 《화동속강목 (華東續綱目)》, 《우주문답(宇宙問答)》, 망명 전 저술한 공저 《창의견문록 (倡義見聞錄)》 등이 있는데, 유인석이 지은 격문인 격고팔도열읍(檄告八道列邑), 격고내외백관(檄告內外百官), 환국지초산진정대죄소(還國至楚山陳情待罪疏) 등과 그 외에도 곽종석의 포고천하문(布告天下文), 윤석봉(尹錫鳳)의 상호좌의병장서(上湖左義兵將書), 그밖에 조선 고종고종의 애통조 등이 수록되어 있다. 1915년 1월 29일에 만주 펑톈성(奉天省) 관전현(寬甸縣) 방취구(芳翠溝)에서 병사했다.

## 사후
그를 따르던 아들 류해동(柳海東)은 의병장 박장호(朴長浩) 휘하에 들어가 그를 보좌하여 의병활동에 참여하다가, 1919년 남만주에서 결성된 대한독립단 조직에 참여하고 총재비서에 선임되기도 했다.
해방 후 시신은 국내로 운구되어 강원도 춘성군 남면 가정리 산91번지(현, 춘천시 남면 가정리 산91번지)로 이장되었다. 그의 묘소와 사당 주변은 후일 강원도 기념물 제74호로 지정되었다.
대한민국 정부는 그의 공헌을 기리기 위해 1962년 건국공로훈장 복장(현 건국훈장 대통령장)을 추서하였다.

## 저서
- 《의암집(毅菴集)》
- 《소의신편 (昭義新編)》 (1902)
- 《칠실분담》
- 《화동속강목 (華東續綱目)》
- 《우주문답(宇宙問答)》
- 《창의견문록(倡義見聞錄), 공저
- 도모편, 미완성작

## 사상과 신념
그의 스승 화서 이항로는 학문적, 사상적 위정척사론을 펼쳤던 것에 대하여, 유인석은 적극적으로 개화, 개항에 저항하는 실천적 위정척사론을 실천, 전개하며 전국적인 의병 운동을 추진해나갔다. 그는 의병활동에 참여를 거부하는 이들을 비판, 사살하기보다는 말과 글로라도 일본과 개항에 저항할 것을 권고했으며, 직접 서북지역의 큰 읍내를 다니며 청년장정을 모아 글을 가르치는 한편 춘추대의와 존왕양이 사상을 전수하였다.

### 신분질서 유지론
의병 내부의 신분 갈등은 활동의 가장 강력한 장애 요소였다. 휘하 의병장 중 양반 안승우에게 무례하게 대했다는 이유로 김백선을 처형하였다.
그는 의병활동 과정에서 신분질서의 유지를 중요시 하였다. 유인석은 양반인 안승우에게 무례하게 굴었다는 이유로 충주성 전투에서 큰 공을 세운 평민 지휘관 김백선을 처형한 것이 대표적 사례다. 김백선은 일본군 진지를 공격하던 중 원군이 오지 않아 패배하자 원군을 보내지 않은 중군장 안승우에게 거세게 항의했는데, 유인석은 군기를 문란하게 했다는 죄목으로 오히려 김백선과 그의 아들까지 처형했다.

### 평등사상 반대론 및 자유 반대론
유인석은 모든 인간이 평등할 수가 없다고 역설했다. 오히려 인간은 평등을 말하면서도, 뒤로는 어떻게든 귀천을 나누고 구별할 것이라고 역설하였다. 천지에는 높고 낮음이 있고, 만물에는 크고 작음이 있다. 인간에게도 임금과 신하, 아비와 자식, 남편과 아내, 어른과 젊은이, 윗사람과 아랫사람, 귀한 사람과 천한 사람의 구분이 있으며, 성인과 보통 사람이나 지혜로운 자와 어리석은 자 같은 차이가 있는데, 어찌 서로 평등하겠는가?
평등이란 곧 무질서이며, 무질서란 곧 혼란이다. 자유란 곧 사양하지 않음이며, 사양함이 없다면 곧 싸움이다. 지금 세상이 혼란하고 싸움이 잦은 이유는 다름이 아니라 평등과 자유라는 사상 때문이다. 어떤 사람이 평등과 자유를 주장하면 어지러운 다툼의 마음이 일어나 행동으로 어지러운 다툼을 일으키게 된다. 천하가 평등과 자유로 귀의하면 어지러운 다툼의 마음이 일어나 행동으로 어지러운 다툼을 일으키게 된다. 만약 이런 사조가 그치지 않는다면 인류는 장차 쇠잔해 없어질 것이요, 천지도 반드시 붕괴됨에 이를 것이다.
그는 남녀평등에 대해서도 반대하였다. 남녀평등론이 나타나기 시작하자 짐승처럼 변할 수 있다고 지적했다. 그는 '지금 사람들은 남녀를 모두 동등하게 허용하니, 어찌 천지의 도리를 본받는다 말할 수 있겠는가? 크게 본받지 못하고 있다. 오히려 금수만도 못하다 할 수 있다. 여자들이 평등과 자유를 말하며 배우는데, 그 학습이 늘어나서 남편과 평등한 데에 그치면 그나마 다행이겠지만, 반드시 자기를 높여 남편을 눌러 추월하기 쉽다. 자유로워짐에 그치면 다행이겠지만, 반드시 남편을 오히려 자유롭지 못하게 하기 쉽다.'고 지적했다. 이어 '남편에게 이미 그렇게 하고 부모와 시부모에게도 그렇게 해서, 결국에는 그렇게 하지 않는 바가 없을 것이다. 또 자식은 어려서 어머니로부터 교육을 받는데 어머니의 처신이 이와 같으니, 아들도 곧 망치게 되고 그것이 손자에게까지 미쳐 망가질 것이다.'라고 내다보았다.
그는 평등과 자유는 질서를 어지럽히는 근간으로 규정했다. 또한 평등과 자유를 이유로 분별없는 소인배들이 번성할 기회가 된다고 보았다. 평등과 자유는 만고천하에 견줄 데 없는 가장 나쁜 설이니, 다름이 아니라 사람들로 하여금 모두 거리낌 없게 하고 사람들을 모두 소인배로 만들려고 하기 때문이다. 이런 것을 중국과 조선에서 시행할 수 있겠는가? 그는 자유와 평등이 오히려 사람들을 소인배로 만들 것이라 내다봤다. 그는 "평등과 자유는 무질서와 양보를 모르는 자유를 낳게 된다'고 보았다.

### 자유의 이면에 숨겨진 문제점 지적
그는 자유, 자유주의에 대해서 물러섬이 없다, 사양함이 없다고 하여 자유의 이면에 타인에 대한 존중과 상충하지는 않는지 지적했다. 그는 '자유란 곧 사양하지 않음이며, 사양함이 없다면 곧 싸움이다'라고 내다보았다.

### 여학교 반대론
유인석은 독립협회에서 여성 교육론을 주장한 서재필, 여성 학교를 점진적으로 추진하자는 윤치호 등의 견해를 정면 반박, 여학교는 오히려 인간을 짐승처럼 만드는 곳이며, 무례하게 만들 수 있다며 반박하였다. 그는 '소위 여학교라는 것은 천지를 본받지 않아 금수와 같은 사람들이라 하지 않을 수 없다. 아! 차마 말하지 못하겠다. 아! 수많은 성현이 다스리고 가르친 중국과 천하에서 특별한 예의의 나라인 조선이 어찌 이렇게 형편없고 망극한 일을 한단 말인가'라며 반박하였다.
그는 '오늘날 남녀는 마땅히 평등하고 각기 자유라 하면서, 남자도 학교가 있고 여자도 학교가 있어 남녀가 함께 움직이니, 이는 천지에 높고 낮음이 없는 셈이다. 땅이 스스로 이루는 게 있어 보이지만 정작 하늘을 대신해서 스스로 이루는 것은 없으며, 땅이 하늘에 순종함이 없이 하늘과 동행하면 하늘보다 강해진다. 땅이 하늘에 순종해야 조화가 이루어지는데도 오늘날에는 하늘과 땅이 동등하게 움직여서 조화가 없어졌다'고 지적했다.
그는 여학교가 나라를 망칠 것이라 주장했다. 그에 의하면 '똑똑한 남편이 성을 쌓으면 똑똑한 아내는 성을 기울게 한다. 예로부터 나라와 집이 있는 사람이 어찌 똑똑한 여자로 말미암지 않고도 다른 이유로 패망한 적이 있는가? 지금 여자들은 학교에 다녀, 순전한 자세를 버리고 기이하고 음탕한 버릇을 즐긴다. 안으로는 정조를 무너뜨리고, 밖으로는 바깥일을 간절히 바란다. 한갓 약삭빠른 태도를 기르고, 임기응변의 기교만 익힌다. 그 방자함에 거리낌이 없어서 똑똑한 여자 되려는 노력에 끝이 없게 된다.'고 하였다.
그는 자신의 저서에서 '암탉이 울면 집안이 망하니, 한 나라에서 암탉이 운다면 어찌 행운이 있겠는가? 천하에서 암탉이 울면 천하에 어찌 좋은 일이 있겠는가? 슬프다'며 '어디서 성웅과 영웅이 일어나 지금의 저 서양식 남녀학교를 철거하고 옛날의 도를 회복해 사람들로 하여금 삼대(요 순 우 임금 시절)의 번성한 때를 다시 보게 할 것인가'라며 탄식했다.

## 가족 관계
- 부친 : 류중곤(柳重坤)
- 모친 : 고령 신씨
  - 형제 자매 : 3남 2녀
- 양아버지 : 류중선(柳重善)
- 양어머니 : ?
  - 본인
  - 첫째부인 : 여흥 민씨(?~1867)
  - 둘째부인 : 경주 정씨
    - 아들 : 류해동(柳海東, 1891.11.12 ~ 1981.2.25)
    - 아들 : 류제함(柳濟咸, 1884.10.26 ~ 1964.5.13)

  - 재종형 : 류홍석(柳弘錫, 1841 ~ 1913)
- 양 7촌숙 : 류중교

## 기타
- 안중근은 이토 히로부미 저격 직전 유인석에게 계획을 보고했다. 유인석은 이를 외부에 알리지 않고, 성공하면 일본의 잘못을 세계에 알릴 수 있다며 안중근을 격려하였다. 그는 이 계획을 외부에 알리지 않고 메모해두었고, 아들 류해동이 쓴 의암약사에 수록되었다.

- 그의 만년 거주지이자 임종한 만주 방취구(현, 관전현 보달원향 소고령지 제1소조 여우골)에 있던 집은 해체되고 집터 부근에 1994년 5월 관전 만족자치현 민족사무위원회 사지판공실에서 의암기비(기념비)를 세웠다. 비문에는 "이조 말기 조선유림 종장 저명의병장 유인석 호 의암, 만년에 이곳에서 은거하였다. 1915년 3월 14일 병사. 향년 73세. 공은 세상에서 ‘수화종신’을 실천하였다. 관전 만족자치현 민족사무위원회 사지판공실 1994년 5월 일 세움"이라 하였다.

## 같이 보기
| - 위정 척사파 - 13도의군 - 성리학 - 이항로 - 유중교 - 최익현 - 최재형 - 이강년 - 독립유공자로 대통령장을 수여받은 사람 - 신돌석 | - 단발령 - 김평묵 - 유중악 - 유해동 - 이상설 - 이범윤 - 흥선대원군 |

## 참고 자료
- 유인석 : 독립유공자 공훈록 - 국가보훈처
- 류해동, 《의암류선생약사》